# Flavigny-sur-Ozerain
Flavigny-sur-Ozerain é uma comuna francesa na região administrativa da Borgonha-Franco-Condado, no departamento da Côte-d'Or. Estende-se por uma área de 27,4 km². Em 2010 a comuna tinha 296 habitantes (densidade: 10,8 hab./km²).
Pertence à rede das As mais belas aldeias de França.